# Fernand Baldet
Fernand Baldet, född den 16 mars 1885 i Paris, död där den 8 november 1964, var en fransk astronom.
Baldet arbetade tillsammans med Aymar de la Baume Pluvinel och gjorde observationer av Mars från det nybyggda observatoriet på Pic du Midi de Bigorre 1909. De fotografier som blev resultatet, och som togs med dess baillaudteleskop, var så skarpa att de båda forskarna med hjälp av dem kunde vederlägga Percival Lowells påståenden om förekomsten av geometriska kanaler på planetens yta. Baldet var president i Société astronomique de France, franska astronomiska sällskapet, 1939–1945.

## Utmärkelser
År 1946 tilldelades Baldet tillsammans med Charles Maurain Jules Janssens pris, sällskapets högsta utmärkelse.
Nedslagskratrarna Baldet på månen och Baldet på planten Mars uppkallades efter honom.